# Misrikh Neemsar
Misrikh Neemsar (o Mishrikh, Misrikh) è una suddivisione dell'India, classificata come municipal board, di 15.163 abitanti, situata nel distretto di Sitapur, nello stato federato dell'Uttar Pradesh. In base al numero di abitanti la città rientra nella classe IV (da 10.000 a 19.999 persone).

## Geografia fisica
La città è situata a 27° 26' 60 N e 80° 31' 0 E e ha un'altitudine di 135 m s.l.m..

## Società

### Evoluzione demografica
Al censimento del 2001 la popolazione di Misrikh Neemsar assommava a 15.163 persone, delle quali 8.108 maschi e 7.055 femmine. I bambini di età inferiore o uguale ai sei anni assommavano a 2.241, dei quali 1.225 maschi e 1.016 femmine. Infine, coloro che erano in grado di saper almeno leggere e scrivere erano 9.903, dei quali 5.797 maschi e 4.106 femmine.